# Daniele Adani
Daniele Adani, detto Lele (Correggio, 10 luglio 1974), è un ex calciatore italiano, di ruolo difensore.

## Biografia
Ha un fratello, Simone, che lavora come direttore sportivo nel calcio dilettantistico.

## Carriera

### Giocatore

#### Club

##### Gli inizi, Modena, Lazio e Brescia
Cresciuto a San Martino in Rio, inizia a giocare a calcio nella locale squadra della Sammartinese, per poi entrare nel settore giovanile del Modena. Abbandonati gli studi, in maglia gialloblù fa le sue prime apparizioni nel professionismo all'età di 18 anni, disputando tre campionati di Serie B. Nell'estate del 1994 si trasferisce alla Lazio, con cui disputa solo una gara di Coppa Italia, subentrando al 46' di Modena-Lazio (1-4) del 20 settembre 1994.
Nel novembre dello stesso anno passa al Brescia, con cui esordisce nel campionato di Serie A 1994-1995, nella partita Brescia-Roma (0-0) del 20 novembre 1994. La stagione, che vede Adani disputare 30 incontri, si chiude con la retrocessione dei lombardi in Serie B. Nelle successive quattro stagioni il difensore è tra i punti fermi delle rondinelle, impegnate tra Serie B (tre stagioni) e Serie A (nel 1997-1998). Veste la fascia di capitano e vince il campionato cadetto nel 1996-1997, mentre nel 1997-1998 realizza il primo gol in Serie A, in Brescia-Empoli (3-1) del 7 dicembre 1997.

##### Fiorentina

Adani alla Fiorentina nel 2000

Nel 1999, dopo l'annata in Serie B con il Brescia, firma per la Fiorentina. Esordisce con i viola l'11 agosto 1999, in UEFA Champions League, nella partita vinta per 3-1 in casa contro i polacchi del Widzew Łódź, valida per l'andata del terzo turno preliminare della competizione, nella quale segna un gol. In questa edizione della Champions subentra al 46' nella partita vinta dai toscani ad Highbury contro l'Arsenal e parte come titolare al Camp Nou in casa del Barcellona. La squadra uscirà nella seconda fase a gironi, per mano di Manchester Utd e del Valencia. Adani subentra nella gara casalinga vinta contro gli inglesi, disputa l'intera partita di ritorno all'Old Trafford, vinta dai padroni di casa, e disputa per intero le due sfide con gli spagnoli. Nel giro di tre mesi diventa titolare fisso e con i viola vince la Coppa Italia 2000-2001 nella finale contro il Parma.

##### Inter

Adani festeggia un gol per l'Inter nel 2002; con lui, il compagno di squadra Marco Materazzi (a destra)

Dopo il fallimento della Fiorentina, nel 2002 si trasferisce all'Inter, in cui rimane fino al 2004. Durante l'esperienza in nerazzurro, è da ricordare in particolare il suo gol al 95' nella semifinale di ritorno della Coppa Italia 2003-2004, marcatura che consente all'Inter di pareggiare per 2-2 con la Juventus, poi vittoriosa ai tiri di rigore. Adani dedica il gol a Francesco, un 15enne tifoso dell'Inter scomparso una settimana prima da casa, in provincia di Brescia. Il ragazzo, fuggito a Genova, vede la dedica di Adani e torna a casa il giorno dopo. È durante il periodo nerazzurro che Adani conosce Matías Almeyda, che fa nascere in lui la passione per il calcio sudamericano.

##### Ritorno al Brescia, ultimi anni
Nell'estate del 2004 fa ritorno al Brescia, ma nel marzo 2005 risolve il contratto (assieme al compagno Roberto Guana) dopo essere stato aggredito da dei tifosi che avevano invaso il campo d'allenamento prendendolo per la gola. Rimane in Serie A fino al 2008, con le maglie di Ascoli ed Empoli, giocando tuttavia a sprazzi.
Rientra quindi alla Sammartinese, la squadra della sua città, giocando in Seconda Categoria fino al ritiro nel 2011, e trovando, in questi campionati minori, una buona vena realizzativa.

#### Nazionale
Durante la gestione di Giovanni Trapattoni, già suo allenatore alla Fiorentina, come commissario tecnico della nazionale italiana, Adani riceve 14 convocazioni, scendendo in campo in 5 amichevoli. Esordisce il 15 novembre 2000 allo stadio delle Alpi di Torino, nella gara vinta per 1-0 contro l'Inghilterra, durante la quale subentra al 67' ad Alessandro Nesta e gioca al fianco di Paolo Maldini. Disputa l'ultimo incontro in maglia azzurra il 31 marzo 2004, in occasione della vittoria per 2-1 sul campo del Portogallo. Non prende parte, però, al campionato del mondo 2002 né al campionato d'Europa 2004.

### Dopo il ritiro
Il 13 giugno 2011 Adani è chiamato da Silvio Baldini come suo allenatore in seconda alla guida del Vicenza, carica che mantiene fino all'esonero di Baldini, avvenuto il 4 ottobre dello stesso anno. Il 16 novembre 2014 rifiuta la proposta di Roberto Mancini di diventare suo vice sulla panchina dell'Inter, preferendo proseguire la già avviata carriera di opinionista televisivo.

#### Commentatore sportivo
Nel 2010 debutta su Sportitalia nei panni di commentatore tecnico delle partite del campionato argentino e della Coppa Libertadores; nell'ottobre 2011, terminata l'esperienza in panchina a Vicenza, torna a lavorare come commentatore per Sportitalia. Dal 2012 al 2021 è commentatore tecnico su Sky Sport per la Serie A, le coppe europee, il campionato del mondo e il campionato europeo.
Nel 2020 partecipa alla Bobo TV insieme a Christian Vieri, ideatore del talk-show trasmesso in streaming su Twitch: in breve tempo la Bobo TV, che conta anche sulla partecipazione di Antonio Cassano e Nicola Ventola, diviene uno dei format più seguiti in Italia sulla piattaforma per via del suo «modo diretto e molto più spontaneo» di affrontare il racconto calcistico rispetto ai media tradizionali. Da questo successo, nel 2022 nasce un tour teatrale in concomitanza con la manifestazione benefica Bobo Summer Cup Padel Tour; in occasione della fase finale del campionato del mondo 2022, inoltre, la Bobo TV trova spazio su Rai 1 e RaiPlay con dei brevi appuntamenti giornalieri. L'esperienza di Adani alla Bobo TV termina nell'autunno del 2023, per sopravvenute divergenze con Vieri sullo sviluppo del format.
Nel giugno del 2021 è opinionista su Como TV per le qualificazioni CONMEBOL al campionato del mondo 2022.
Da settembre del 2021 lavora per la Rai, dove è opinionista per 90º minuto e nei pre e post-partita della nazionale italiana: segue le qualificazioni UEFA al mondiale 2022, e affianca Stefano Bizzotto nel commento tecnico della finale della UEFA Nations League 2020-2021 tra Spagna e Francia. Dal 2022, agli eventi precedenti assomma il ruolo di opinionista ricorrente de La Domenica Sportiva; nello stesso anno, in occasione del mondiale qatariota affianca ancora Bizzotto in telecronaca, ed è presenza occasionale dello speciale Il circolo dei mondiali. Nel 2023, sempre con Bizzotto, commenta la finale della UEFA Nations League 2022-2023 tra Croazia e Spagna; nel maggio delle stesso anno, è tra gli opinionisti della finale della UEFA Europa League 2022-2023 tra Roma e Siviglia.
Dalla stagione televisiva 2023-2024 diventa opinionista fisso de La Domenica Sportiva; viene inoltre impiegato sia come seconda voce in telecronaca, sia come opinionista nei pre e post-partita, in occasione della fase finale della UEFA Europa League. Nell'estate seguente, in occasione del campionato d'Europa 2024, segue come seconda voce alcune gare della manifestazione, compresa la finale tra Spagna e Inghilterra, affiancato ad Alberto Rimedio, oltre ad essere opinionista ricorrente di Notti europee. Dalla stagione seguente diventa la seconda voce nelle telecronache della nazionale italiana, al fianco di Rimedio.
Nell'estate 2024, insieme agli ex protagonisti della Bobo TV Antonio Cassano e Nicola Ventola, lancia un nuovo talk-show su Twitch e YouTube dal titolo Viva el Futbol.

#### Altre attività
Nell'estate del 2020 pubblica il singolo Vita da Bomber, insieme a Nicola Ventola e Christian Vieri, anch'essi ex calciatori.
Nel 2021, insieme a Marco Materazzi, Massimo Ambrosini e Gianluca Zambrotta, partecipa a 100% Fuoriclasse, rubrica online della Gazzetta dello Sport; è inoltre commentatore tecnico della versione italiana della serie videoludica FIFA/EA Sports FC a partire da FIFA 22, affiancando Pierluigi Pardo.
Nel novembre 2021, per l'album Rivoluzione di Rocco Hunt, realizza l'introduzione del disco, chiamata Nel percorso, espressione ripetuta spesso da Adani e Vieri durante le dirette della Bobo TV. Sempre in ambito canoro, nel gennaio del 2024, in coppia con Ventola, vince il talent Karaoke Night di Prime Video, condotto da Dargen D'Amico.
Nell'estate seguente pubblica la canzone Facciamo calcio. Nello stesso periodo fa un cameo nel film Ricomincio da taaac. Nel maggio 2025 appare nel brano Il mio lato peggiore di Luchè, facente parte dell'album omonimo.

## Statistiche

### Presenze e reti nei club
| Stagione            | Squadra             | Campionato          | Campionato | Campionato | Coppe nazionali | Coppe nazionali | Coppe nazionali | Coppe continentali | Coppe continentali | Coppe continentali | Altre coppe | Altre coppe | Altre coppe | Totale | Totale |
| Stagione            | Squadra             | Comp                | Pres       | Reti       | Comp            | Pres            | Reti            | Comp               | Pres               | Reti               | Comp        | Pres        | Reti        | Pres   | Reti   |
| ------------------- | ------------------- | ------------------- | ---------- | ---------- | --------------- | --------------- | --------------- | ------------------ | ------------------ | ------------------ | ----------- | ----------- | ----------- | ------ | ------ |
| 1991-1992           | Modena              | B                   | 1          | 0          | CI              | 0               | 0               | -                  | -                  | -                  | -           | -           | -           | 1      | 0      |
| 1992-1993           | Modena              | B                   | 12         | 0          | CI              | 2               | 0               | -                  | -                  | -                  | -           | -           | -           | 14     | 0      |
| 1993-1994           | Modena              | B                   | 35         | 1          | CI              | 1               | 0               | -                  | -                  | -                  | -           | -           | -           | 36     | 1      |
| Totale Modena       | Totale Modena       | Totale Modena       | 48         | 1          |                 | 3               | 0               |                    | -                  | -                  |             | -           | -           | 51     | 1      |
| lug.-nov. 1994      | Lazio               | A                   | 0          | 0          | CI              | 1               | 0               | CU                 | 0                  | 0                  | -           | -           | -           | 1      | 0      |
| nov. 1994-1995      | Brescia             | A                   | 20         | 0          | CI              | -               | -               | -                  | -                  | -                  | -           | -           | -           | 20     | 0      |
| 1995-1996           | Brescia             | B                   | 35         | 1          | CI              | 1               | 0               | -                  | -                  | -                  | -           | -           | -           | 36     | 1      |
| 1996-1997           | Brescia             | B                   | 37         | 1          | CI              | 1               | 0               | -                  | -                  | -                  | -           | -           | -           | 38     | 1      |
| 1997-1998           | Brescia             | A                   | 33         | 3          | CI              | 2               | 1               | -                  | -                  | -                  | -           | -           | -           | 35     | 4      |
| 1998-1999           | Brescia             | B                   | 34         | 3          | CI              | 4               | 1               | -                  | -                  | -                  | -           | -           | -           | 38     | 4      |
| 1999-2000           | Fiorentina          | A                   | 27         | 1          | CI              | 4               | 1               | UCL                | 10                 | 1                  | -           | -           | -           | 41     | 3      |
| 2000-2001           | Fiorentina          | A                   | 25         | 1          | CI              | 7               | 0               | CU                 | 2                  | 0                  | -           | -           | -           | 34     | 1      |
| 2001-2002           | Fiorentina          | A                   | 23         | 2          | CI              | 1               | 0               | CU                 | 5                  | 1                  | SI          | 1           | 0           | 30     | 3      |
| Totale Fiorentina   | Totale Fiorentina   | Totale Fiorentina   | 75         | 4          |                 | 16              | 2               |                    | 17                 | 2                  |             | 1           | 0           | 109    | 8      |
| 2002-2003           | Inter               | A                   | 7          | 1          | CI              | 0               | 0               | UCL                | 4                  | 0                  | -           | -           | -           | 11     | 1      |
| 2003-2004           | Inter               | A                   | 23         | 1          | CI              | 3               | 1               | UCL+CU             | 3+5                | 2+0                | -           | -           | -           | 34     | 4      |
| Totale Inter        | Totale Inter        | Totale Inter        | 30         | 2          |                 | 3               | 1               |                    | 12                 | 2                  |             | -           | -           | 45     | 5      |
| 2004-2005           | Brescia             | A                   | 13         | 0          | CI              | 0               | 0               | -                  | -                  | -                  | -           | -           | -           | 13     | 0      |
| Totale Brescia      | Totale Brescia      | Totale Brescia      | 172        | 8          |                 | 8               | 2               |                    | -                  | -                  |             | -           | -           | 180    | 10     |
| 2005-2006           | Ascoli              | A                   | 3          | 0          | CI              | 0               | 0               | -                  | -                  | -                  | -           | -           | -           | 3      | 0      |
| 2006-2007           | Empoli              | A                   | 15         | 0          | CI              | 0               | 0               | -                  | -                  | -                  | -           | -           | -           | 15     | 0      |
| 2007-2008           | Empoli              | A                   | 6          | 0          | CI              | 1               | 0               | CU                 | 0                  | 0                  | -           | -           | -           | 7      | 0      |
| Totale Empoli       | Totale Empoli       | Totale Empoli       | 21         | 0          |                 | 1               | 0               |                    | 0                  | 0                  |             | -           | -           | 22     | 0      |
| 2009-2010           | Sammartinese        | 2ª Cat.             | 25         | 7          | -               | -               | -               | -                  | -                  | -                  | -           | -           | -           | 25     | 7      |
| 2010-2011           | Sammartinese        | 2ª Cat.             | 22         | 4          | -               | -               | -               | -                  | -                  | -                  | -           | -           | -           | 22     | 4      |
| Totale Sammartinese | Totale Sammartinese | Totale Sammartinese | 47         | 11         |                 | -               | -               |                    | -                  | -                  |             | -           | -           | 47     | 11     |
| Totale carriera     | Totale carriera     | Totale carriera     | 396        | 26         |                 | 28              | 6               |                    | 29                 | 4                  |             | 1           | 0           | 454    | 36     |

### Cronologia presenze e reti in nazionale
| Cronologia completa delle presenze e delle reti in nazionale ― Italia | Cronologia completa delle presenze e delle reti in nazionale ― Italia | Cronologia completa delle presenze e delle reti in nazionale ― Italia | Cronologia completa delle presenze e delle reti in nazionale ― Italia | Cronologia completa delle presenze e delle reti in nazionale ― Italia | Cronologia completa delle presenze e delle reti in nazionale ― Italia | Cronologia completa delle presenze e delle reti in nazionale ― Italia | Cronologia completa delle presenze e delle reti in nazionale ― Italia |
| Data                                                                  | Città                                                                 | In casa                                                               | Risultato                                                             | Ospiti                                                                | Competizione                                                          | Reti                                                                  | Note                                                                  |
| --------------------------------------------------------------------- | --------------------------------------------------------------------- | --------------------------------------------------------------------- | --------------------------------------------------------------------- | --------------------------------------------------------------------- | --------------------------------------------------------------------- | --------------------------------------------------------------------- | --------------------------------------------------------------------- |
| 15-11-2000                                                            | Torino                                                                | Italia                                                                | 1 – 0                                                                 | Inghilterra                                                           | Amichevole                                                            | -                                                                     | 67’                                                                   |
| 27-3-2002                                                             | Leeds                                                                 | Inghilterra                                                           | 1 – 2                                                                 | Italia                                                                | Amichevole                                                            | -                                                                     | 82’                                                                   |
| 17-4-2002                                                             | Milano                                                                | Italia                                                                | 1 – 1                                                                 | Uruguay                                                               | Amichevole                                                            | -                                                                     | 7’                                                                    |
| 18-2-2004                                                             | Palermo                                                               | Italia                                                                | 2 – 2                                                                 | Rep. Ceca                                                             | Amichevole                                                            | -                                                                     | 46’                                                                   |
| 31-3-2004                                                             | Braga                                                                 | Portogallo                                                            | 1 – 2                                                                 | Italia                                                                | Amichevole                                                            | -                                                                     |                                                                       |
| Totale                                                                |                                                                       | Presenze                                                              | 5                                                                     |                                                                       | Reti                                                                  | 0                                                                     |                                                                       |

## Palmarès

### Club
- Campionato italiano di Serie B: 1

Brescia: 1996-1997
- Coppa Italia: 1

Fiorentina: 2000-2001